# Baby Daddy
Baby Daddy is een Amerikaanse televisieserie, die uitgezonden wordt op Freeform. De serie draait om de twintiger Ben (Jean-Luc Bilodeau), een barman, die de verrassing van zijn leven krijgt als zijn ex-vriendin een baby voor zijn deur legt. Ben besluit de baby op te voeden, met de hulp van zijn moeder Bonnie (Melissa Peterman), zijn vriend Tucker (Tahj Mowry), zijn broer Danny (Derek Theler) en zijn buurmeisje Riley (Chelsea Kane).

## Ontwikkeling en productie
Op 2 februari 2012 gaf men groen licht voor de serie. De productie begon daarom ook op 28 maart 2012. De eerste reeks werd vervolgens in de Verenigde Staten op televisie uitgezonden en op 17 augustus 2012 startte men met de productie van een tweede seizoen.
Op 22 maart 2013 kondigde ABC Family aan dat de serie verder zou gaan met een derde seizoen, twee maanden voordat het tweede seizoen begon. Op 15 januari 2014 startte het derde seizoen op de televisie.
Op 17 maart 2014 werd er een vierde seizoen van Baby Daddy besteld. Op 3 februari 2016 begon seizoen vijf.
In Nederland werd alleen het eerste seizoen uitgezonden op Veronica. 
 In Vlaanderen is de reeks te zien bij  STAR Channel Vlaanderen. De laatste aflevering werd bij   STAR Channel uitgezonden op 18 augustus 2018.

## Rolverdeling
| Acteur                | Personage      |
| --------------------- | -------------- |
| Jean-Luc Bilodeau     | Ben Wheeler    |
| Tahj Mowry            | Tucker Dobbs   |
| Derek Theler          | Danny Wheeler  |
| Melissa Peterman      | Bonnie Wheeler |
| Chelsea Kane          | Riley Perrin   |
| Susanne Allan Hartman | Emma #1        |
| Ali Louise Hartman    | Emma #2        |
| Zoey Beske            | Emma #3        |
| Mila Beske            | Emma #4        |
| Harper Husak          | Emma #5        |
| Ember Husak           | Emma #6        |
| Kayleigh Harris       | Emma #7        |
| Sura Harris           | Emma #8        |
| Jase Whitaker         | Carter         |
| Lacey Chabert         | Amy Shaw       |
| Matt Dallas           | Fitch          |
| Mallory Jansen        | Georgie Fallow |
| Peter Porte           | Brad           |
| Christopher O'Shea    | Philip         |

## Buitenland
Baby Daddy is in de volgende landen uitgezonden.
| Land                | Start             | Titel           | Netwerk                 |
| ------------------- | ----------------- | --------------- | ----------------------- |
| Portugal            | 5 mei 2013        | Pai de Surpresa | onbekend                |
| Spanje              | onbekend          | Papá Canguro    | onbekend                |
| Nieuw-Zeeland       | 14 december 2013  | Baby Daddy      | TV2                     |
| Duitsland           | 22 januari 2014   | Baby Daddy      | onbekend                |
| Nederland           | 30 juni 2014      | Baby Daddy      | Veronica                |
| Rusland             | onbekend          | Папочка         | onbekend                |
| Turkije             | onbekend          | Baby Daddy      | onbekend                |
| Australië           | 29 september 2013 | Baby Daddy      | Fox8                    |
| Vlaanderen (België) | ** januari 2016   | Baby Daddy      | STAR Channel Vlaanderen |